# 天下一大五郎系列
《天下一大五郎系列》是日本推理作家東野圭吾原作的，以偵探天下一大五郎為主人公的連續推理小說系列的總稱。系列首部作品為《名偵探的守則》。

## 概要
本系列小說以輕鬆幽默的諷刺口吻，對推理小說常用的故事構成方式，及對推理作家或讀者進行批判。連對推理小說中的不成文規則甚至是常識也毫不留情地鞭撻。
主要登場人物有2個，他們本身有著自己是「小說人物」的自我意識，所以一離開作品世界，他們會就推理小說中的問題加以討論。帶有後設小說的元素。

## 登場人物

### 主要角色
天下一 大五郎（Tenkaichi Daigorou）
自認「頭腦清晰、博學多才、行動力拔群的名偵探」。大河原警部似乎對他有敬而遠之的感覺，但在舞台背後會和從作品世界抽離角色的警部一起討論推理小說的問題點。如果對案件有不明白的地方，會悄悄從大河原警部那裡獲得提示。因為某個案件而對大型密室感到厭惡。
大河原 番三（Oogawara Banzou）
縣警搜查一課警部，42歲。一直飾演和名偵探天下一相對的、在推理小說中必定出現的蹩腳警部。但實際上他會比天下一更早解決案件，但故意裝出懷疑並非真兇的嫌疑人的樣子。在《名偵探的詛咒》中也有出場。

## 系列作品

### 名偵探的守則(名探偵の掟)
| 出版者      | 出版日期      | 媒介   | 頁數  | ISBN               | 譯者   |
| ----------- | ------------- | ------ | ----- | ------------------ | ------ |
| 講談社      | 1996年2月     | 單行本 | 307頁 | ISBN 9784062074001 |        |
| 講談社      | 1998年4月5日  | 新書判 | 348頁 | ISBN 9784061820159 |        |
| 講談社      | 1999年7月15日 | 文庫本 | 348頁 | ISBN 9784062646185 |        |
| 全力出版社  | 2007年2月20日 | 平裝書 | 320頁 | ISBN 9789572956090 | 林依俐 |
| 南海出版社  | 2010年3月     | 平裝書 | 230頁 | ISBN 9787544246873 | 岳遠坤 |
| 獨步文化    | 2010年4月2日  | 平裝書 | 272頁 | ISBN 9789866562518 | 林依俐 |
| 朝鮮 (地區) | 2010年4月16日 | 平裝書 | 372頁 | ISBN 9788990982377 |        |

### 名偵探的詛咒(名探偵の呪縛)
繁體中文版譯作《名偵探的枷鎖》
| 出版者       | 出版日期       | 媒介   | 頁數  | ISBN               | 譯者   |
| ------------ | -------------- | ------ | ----- | ------------------ | ------ |
| 講談社       | 1996年10月15日 | 文庫本 | 288頁 | ISBN 9784062633499 |        |
| 南海出版公司 | 2010年10月1日  | 平裝書 | 217頁 | ISBN 9787544248501 | 岳遠坤 |
| 朝鮮 (地區)  | 2012年3月26日  | 平裝書 | 328頁 | ISBN 9788990982421 |        |
| 獨步文化     | 2014年1月4日   | 平裝書 | 256頁 | ISBN 9789866043734 | 王華懋 |